# Gare de Leval (Hainaut)
Pour les articles homonymes, voir Gare de Leval.
La gare de Leval (anciennement Leval-Trahegnies) est une gare ferroviaire belge de la ligne 108, de Y Mariemont à Binche, située à proximité du centre de Leval-Trahegnies section de la commune de Binche dans la province de Hainaut en région wallonne.
Elle est mise en service en 1857 par la Compagnie du chemin de fer du centre. C'est une halte ferroviaire de la Société nationale des chemins de fer belges (SNCB) desservie par des trains InterCity (IC) et Heure de pointe (P).

## Situation ferroviaire
Établie à 112 m d'altitude, la gare de Leval est située au point kilométrique (PK) 4,0 de la ligne 108, de Y Mariemont à Binche, entre les gares ouvertes de La Louvière-Sud (sur la ligne 112) et de Binche, terminus de la ligne depuis la fermeture au voyageurs de la section jusqu'à Erquelinnes. 
C'était également une gare de bifurcation avec la ligne 112A de Y Bois-des-Vallées à Leval et la ligne 241 de Leval à Péronnes-lez-Binche (industrielle).

## Histoire
La station de Leval est mise en service le 2 mai 1857 par la Compagnie du chemin de fer du Centre, lorsqu'elle ouvre à l'exploitation la section de Baume à Erquelinnes via Binche.
Le bâtiment d'origine est démoli vers 1889 mais le bâtiment qui le remplace est réalisé grâce au réemploi des composants et matériaux de construction provenant de la gare d'origine, ainsi que du bâtiment de la gare de Mariemont, démoli à la même époque, en faisant une structure unique en Belgique, composée d'un corps de logis de trois travées au toit à deux croupes et d'une aile de quatre travées au toit se terminant par une croupe. Une extension datant du XXe siècle ajoute trois travées doubles à l'aile basse et, de l'autre côté, l'aile de service à toit plat est virtuellement identique à celle des bâtiments de gares de plan type 1881. 
Son guichet ferme aux voyageurs[Quand ?] et la SNCB a désormais complètement désaffecté le bâtiment qui fut mis en vente en 2000 sans trouver d'acquéreur pendant plusieurs années.
Pour permettre d'allonger la longueur du (ou des) quai(s), il a été déplacé de l'autre côté du passage à niveau, au niveau de l'ancienne cour à marchandises qui a été réaffectée en parking[Quand ?].
La ligne a été mise à voie unique en 2002. À cette occasion, le second quai a été abandonné.
Elle a finalement été rachetée en vue d'y créer un spa et un espace de rééducation pour adultes handicapés. Les travaux ont eu lieu en 2018-2019. Le projet conserva fidèlement l’aspect extérieur de l'ancienne gare et la marquise de quai,. En revanche, la SNCB a démoli dans les années 2010 l'ancien poste d'aiguillage qui bordait le passage à niveau de la Rue Albert Ier .
De l'autre côté du passage à niveau se trouve la halle à marchandises, à l'abandon.

## Service des voyageurs

### Accueil
Halte SNCB, c'est un point d'arrêt non géré (PANG) à accès libre.
La traversée des voies se fait par le passage à niveau routier de la Rue Albert Ier.

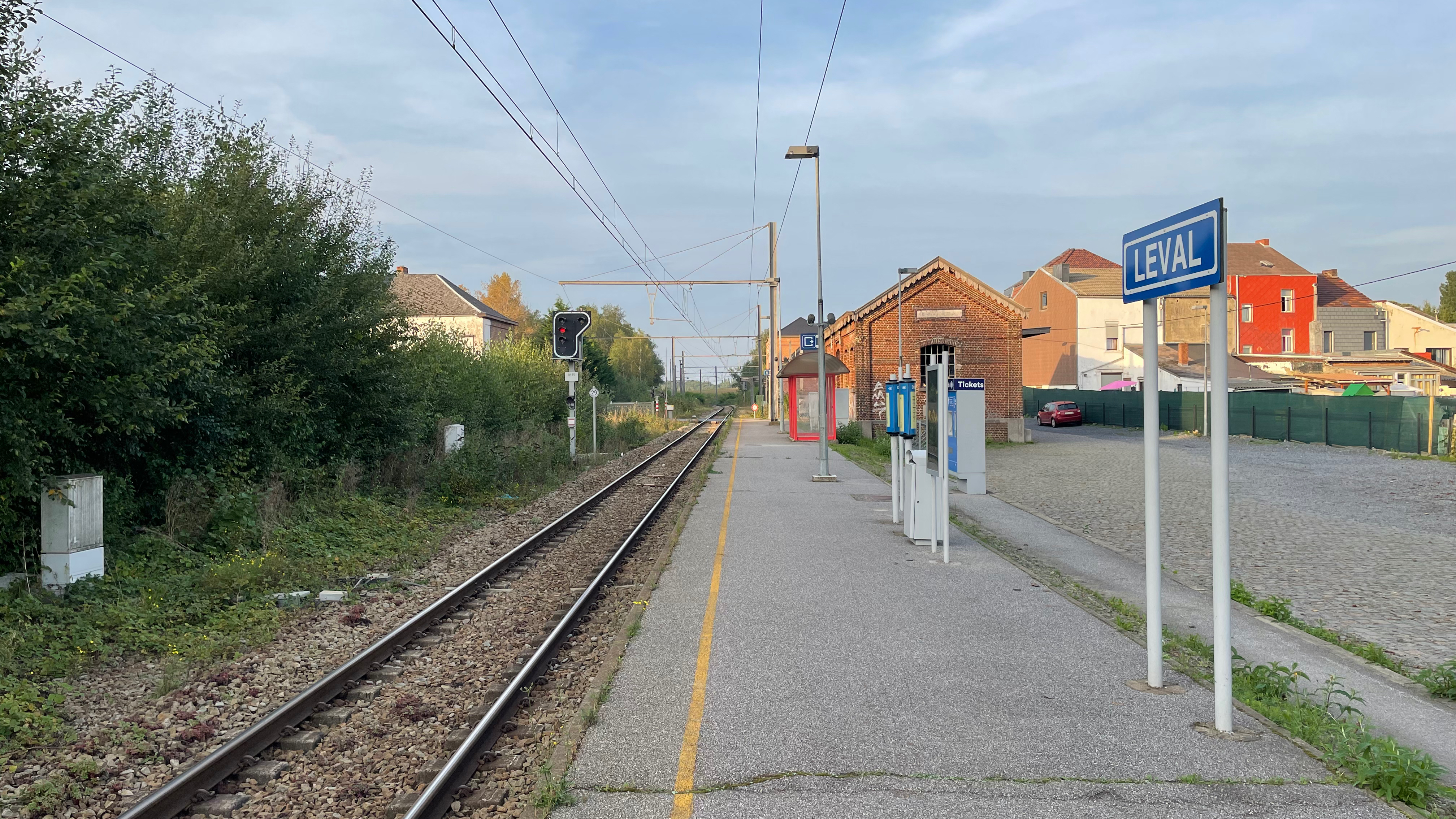
Quai de la halte.
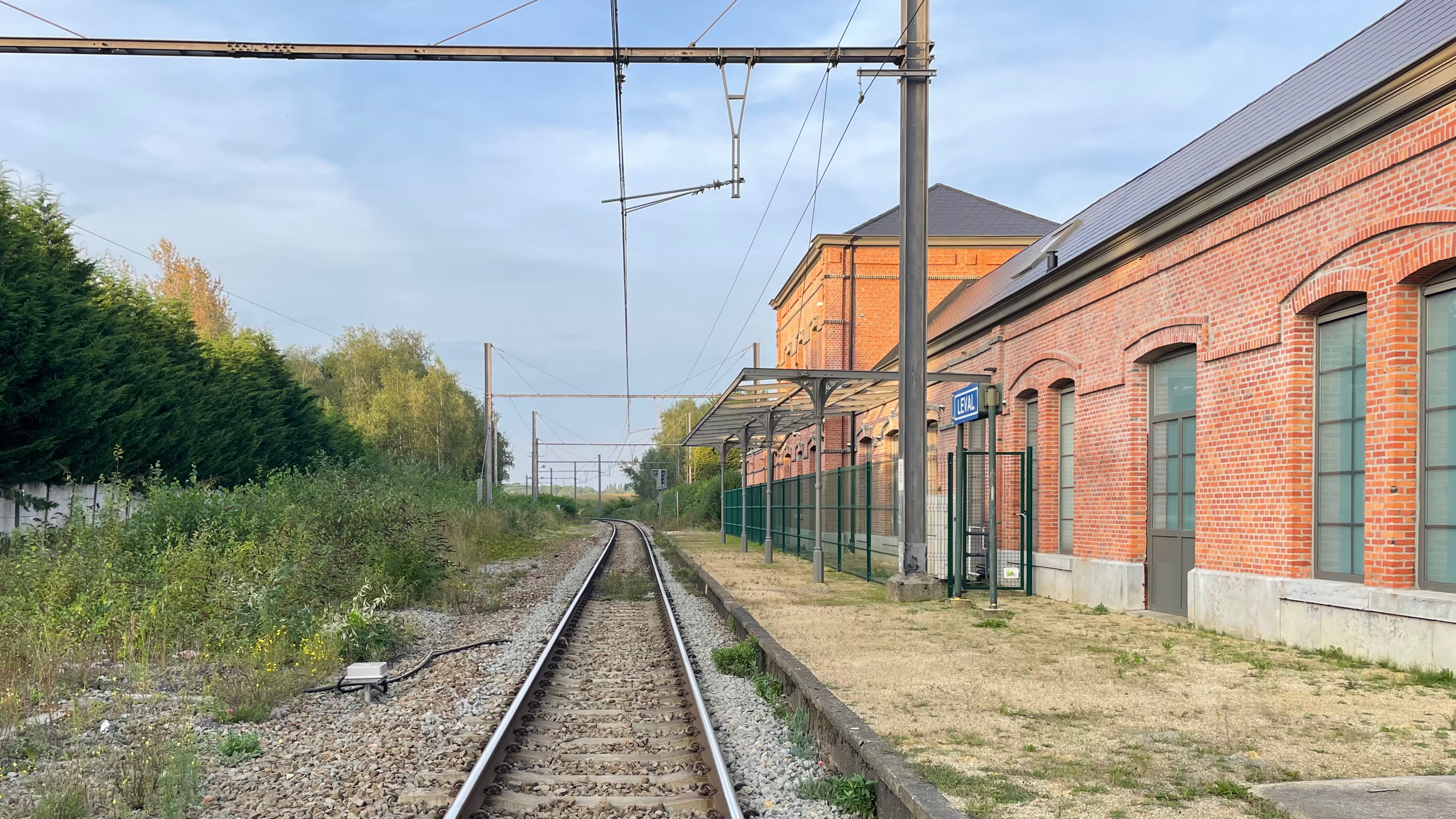
Ancien quai le long du bâtiment.

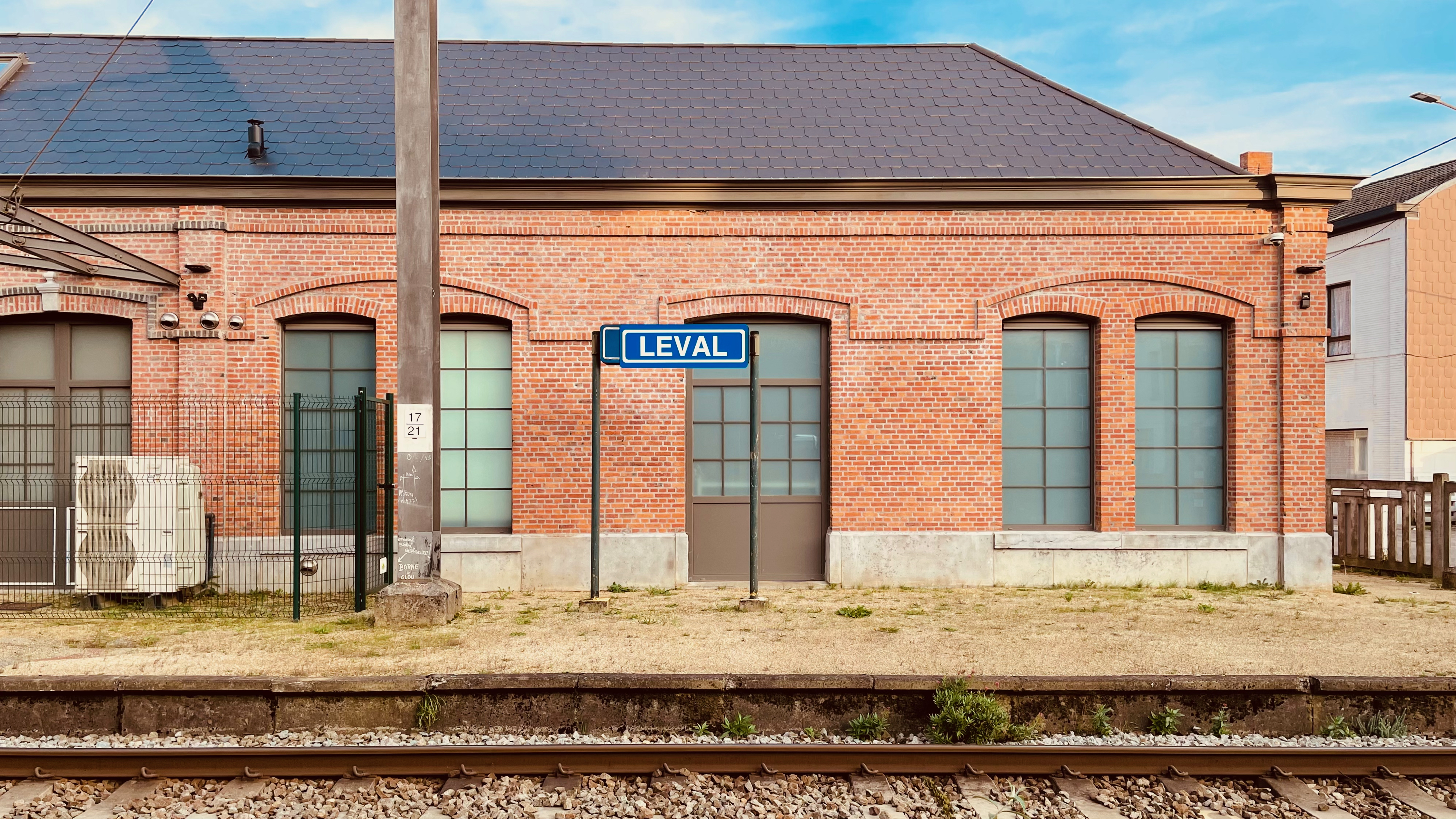
Détails de la façade.
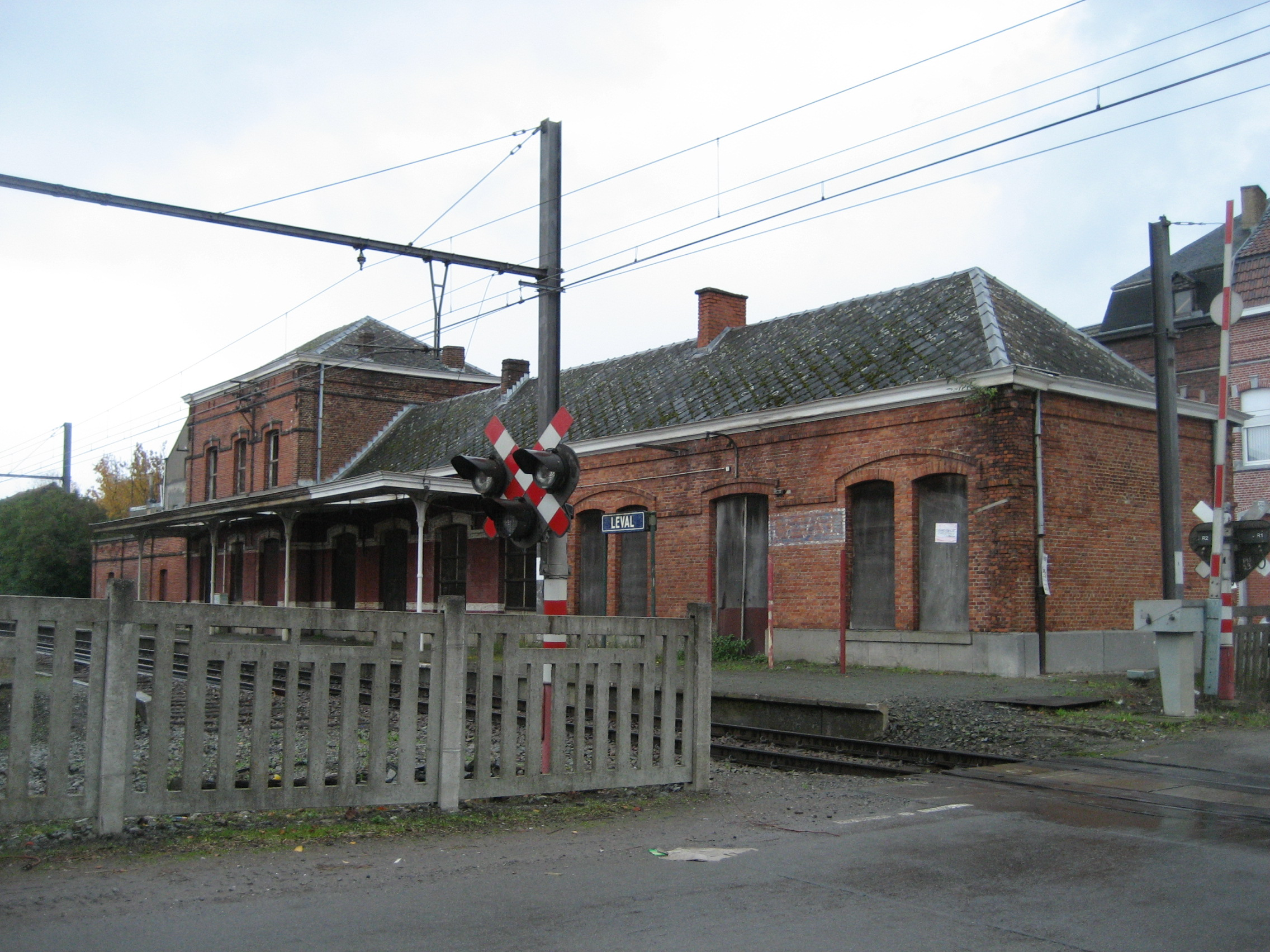
La gare en 2010.

### Desserte
Leval est desservie par des trains InterCity (IC) et d'Heure de pointe (P) de la SNCB, qui effectuent des missions sur la ligne 108 (voir brochure de la ligne 108).
En semaine, il existe une desserte régulière IC-11 qui relie Binche à Turnhout (via Bruxelles) ainsi qu'un train P en heure de pointe entre Binche et Schaerbeek (le matin) et un autre entre Schaerbeek et Binche (l'après-midi).
Tôt le matin en semaine, un train L relie Binche à Braine-le-Comte (trajet inverse en fin de journée).
Les week-ends et jours fériés, la desserte InterCity IC-11 a Schaerbeek comme terminus au lieu de Turnhout.
En outre, un unique train P reliant Binche à Louvain-la-Neuve via Bruxelles circule les dimanches soir (sauf pendant les congés).

### Intermodalité
Un parc pour les vélos et un parking pour les véhicules y sont aménagés.

## Comptage voyageurs
Le graphique et le tableau montrent le nombre de passagers qui en moyenne embarquent durant la semaine, le samedi et le dimanche.
| Nombre de voyageurs qui embarquent à la gare de Leval | Nombre de voyageurs qui embarquent à la gare de Leval | Nombre de voyageurs qui embarquent à la gare de Leval | Nombre de voyageurs qui embarquent à la gare de Leval |
|                                                       | Semaine                                               | Samedi                                                | Dimanche                                              |
| ----------------------------------------------------- | ----------------------------------------------------- | ----------------------------------------------------- | ----------------------------------------------------- |
| 1977                                                  | 306                                                   | 83                                                    | 61                                                    |
| 1978                                                  | 271                                                   | 89                                                    | 48                                                    |
| 1979                                                  | 249                                                   | 59                                                    | 44                                                    |
| 1980                                                  | 246                                                   | 62                                                    | 54                                                    |
| 1981                                                  | 269                                                   | 59                                                    | 50                                                    |
| 1982                                                  | 243                                                   | 29                                                    | 26                                                    |
| 1983                                                  | 264                                                   | 81                                                    | 71                                                    |
| 1984                                                  | 321                                                   | 102                                                   | 90                                                    |
| 1985                                                  | 300                                                   | 120                                                   | 96                                                    |
| 1986                                                  | 284                                                   | 100                                                   | 82                                                    |
| 1987                                                  | 269                                                   | 81                                                    | 127                                                   |
| 1988                                                  | 270                                                   | 78                                                    | 87                                                    |
| 1989                                                  | 287                                                   | 86                                                    | 80                                                    |
| 1990                                                  | 302                                                   | 83                                                    | 89                                                    |
| 1991                                                  | 245                                                   | 58                                                    | 62                                                    |
| 1992                                                  | 219                                                   | 77                                                    | 68                                                    |
| 1993                                                  | 133                                                   | 55                                                    | 41                                                    |
| 1994                                                  | 129                                                   | 42                                                    | 40                                                    |
| 1995                                                  | 112                                                   | 29                                                    | 29                                                    |
| 1996                                                  | 191                                                   | 41                                                    | 42                                                    |
| 1997                                                  | 144                                                   | 30                                                    | 26                                                    |
| 1998                                                  | 141                                                   | 37                                                    | 38                                                    |
| 1999                                                  | 109                                                   | 38                                                    | 22                                                    |
| 2000                                                  | 138                                                   | 46                                                    | 38                                                    |
| 2001                                                  | 155                                                   | 44                                                    | 23                                                    |
| 2002                                                  | 154                                                   | 52                                                    | 38                                                    |
| 2003                                                  | 149                                                   | 42                                                    | 28                                                    |
| 2004                                                  | 197                                                   | 68                                                    | 34                                                    |
| 2005                                                  | 169                                                   | 55                                                    | 52                                                    |
| 2006                                                  | 202                                                   | 54                                                    | 50                                                    |
| 2007                                                  | 210                                                   | 58                                                    | 52                                                    |
| 2008                                                  | -                                                     | -                                                     | -                                                     |
| 2009                                                  | 157                                                   | 42                                                    | 37                                                    |
| 2010                                                  | -                                                     | -                                                     | -                                                     |
| 2011                                                  | -                                                     | -                                                     | -                                                     |
| 2012                                                  | 208                                                   | 39                                                    | 55                                                    |
| 2013                                                  | 265                                                   | 48                                                    | 31                                                    |
| 2014                                                  | 204                                                   | 61                                                    | 53                                                    |
| 2015                                                  | 183                                                   | 58                                                    | 45                                                    |
| 2016                                                  | 219                                                   | 54                                                    | 312                                                   |
| 2017                                                  | 161                                                   | 33                                                    | 46                                                    |
| 2018                                                  | 160                                                   | 35                                                    | 37                                                    |
| 2019                                                  | 138                                                   | 47                                                    | 33                                                    |
| 2020                                                  | 79                                                    | 31                                                    | 31                                                    |
| 2021                                                  | -                                                     | -                                                     | -                                                     |
| 2022                                                  | 99                                                    | 47                                                    | 52                                                    |
| 2023                                                  | 134                                                   | 74                                                    | 70                                                    |
| 2024                                                  | 116                                                   | 69                                                    | 60                                                    |

## Patrimoine ferroviaire
Le bâtiment des recettes construit en 1889 a été réhabilité en spa et un espace de rééducation pour adultes handicapés. Ce bâtiment, à l'aspect similaire à plusieurs gares de cette époque, est en réalité le résultat de la démolition-reconstruction du bâtiment d'origine ainsi que d'une des gares de Mariemont, avec des matériaux neufs pour certaines parties, dont l'aile de service à toit plat. L'aspect du bâtiment d'origine (dû à la Compagnie du Centre) est inconnu mais il se répercute sur le bâtiment de 1889 tandis que le bâtiment de Mariemont (chemin de fer des Anglais) était une gare à pignons à redents adjugée en 1860 en même temps que les gares de Boussu, Couillet, Farciennes et le Campinaire (construits avec quatre ou sept travées) et la marquise (auvent) à quatre colonnettes ainsi que les portes donnant sur le quai font partie des éléments de réemploi provenant de ce type de bâtiment.